# Mafra
Mafra este un oraș în Santa Catarina (SC), Brazilia.